# Ricardo Peña
Ricardo Allen Peña Gutiérrez (ur. 15 lipca 2004 w Limón) – kostarykański piłkarz występujący na pozycji defensywnego pomocnika, reprezentant Kostaryki, od 2024 roku zawodnik amerykańskiego Colorado Rapids 2.